# Andrea Tafi
Andrea Tafi (Ponte a Cappiano, 7 maggio 1966) è un ex ciclista su strada italiano, con caratteristiche di passista veloce, professionista dal 1988 al 2005.
Corridore adatto alle corse in linea, vinse numerose classiche internazionali, tra cui Parigi-Roubaix, Giro delle Fiandre (primo ciclista italiano ad aver vinto entrambe le prove, ed unico uomo), Giro di Lombardia, Giro del Piemonte e Parigi-Tours, e un titolo nazionale in linea.

## Carriera
Si avvicina al mondo della bicicletta nel 1976, quando un compagno di classe delle elementari lo invita a correre con lui. Solo con fatica riesce a convincere i genitori a lasciargli praticare quello sport e partecipa così alle sue prime gare. Nelle categorie giovanili non ottiene grandi successi e non sembra destinato a una brillante carriera. Da dilettante i risultati migliorano e vince anche il Gran Premio Industria del Cuoio e delle Pelli a Santa Croce sull'Arno.
Passa professionista nel novembre del 1988 grazie a Gianni Savio che lo vuole nella sua squadra, la Eurocar-Mosoca-Galli. Nel 1989 vince subito due corse, una tappa alla Vuelta a Murcia e una al Tour de Luxembourg, mentre nel 1990 vince due tappe del Tour of Americas, in Florida e Porto Rico, e una al Tour of Britain. Nel 1991 si trasferisce alla Carrera-Vagabond di Claudio Chiappucci, Stephen Roche e Guido Bontempi, e in stagione si aggiudica il Giro del Lazio, importante classica del calendario italiano e internazionale. Nel biennio 1992-1993, ancora con la Carrera, non ottiene successi ma accumula esperienze tra cui, nel 1993, la prima partecipazione al Tour de France.
Dal 1994 passa alla Mapei, squadra italiana con cui resterà per nove stagioni correndo al fianco di campioni come Franco Ballerini, Michele Bartoli, Johan Museeuw e Paolo Bettini. Nel 1995 partecipa al Giro d'Italia aiutando il suo capitano Tony Rominger a vincere la corsa. Dal 1994 al 2002 vince ventidue corse tra cui il Campionato italiano nel 1998 e sei classiche: il Giro di Lombardia e la Parigi-Bruxelles nel 1996, la Rochester International Classic nel 1997, la Parigi-Roubaix nel 1999 in maglia tricolore, la Parigi-Tours nel 2000 e il Giro delle Fiandre nel 2002. Il suo nome è legato soprattutto alla Parigi-Roubaix, dove oltre al trionfo del 1999 ha collezionato anche un terzo posto nel 1996 e un secondo nel 1998. In quegli stessi anni le prestazioni generali gli valgono le convocazioni in Nazionale per i campionati del mondo del 1996, 1998 e 1999.
Nel 2003 gareggia per il team danese CSC, ma non si ambienta e a fine stagione lascia la squadra. Passa quindi all'italiana Alessio, che però a fine 2004 si scioglie. Corre la sua ultima stagione nel 2005 con la squadra spagnola Saunier Duval-Prodir, dando il suo addio al mondo delle corse al termine della Parigi-Roubaix di quell'anno: entrato nel velodromo di Roubaix, anche se solo in 42ª posizione, viene salutato e acclamato dal pubblico.
È sposato con Gloria e padre di Tommaso e Greta, nati rispettivamente nel 1990 e 1996. Dopo il ritiro dal mondo delle corse professionistiche si è dedicato alla gestione di un agriturismo chiamato Il Borghetto situato vicino a Lamporecchio, sulle colline toscane. Rimasto nel mondo del ciclismo, nel 2017 ha vinto a 51 anni una gara amatoriale, il Memorial Lido e Remo Martellini a Lamporecchio. Fa inoltre parte della commissione che aggiudica il premio internazionale ciclistico Giglio d'Oro.

## Palmarès
- 1987 (dilettanti)

Circuito di Cesa
Gran Premio Industria del Cuoio e delle Pelli
Trofeo Alvaro Bacci
- 1989 (Eurocar, due vittorie)

2ª tappa Vuelta a Murcia (Águilas > Jumilla
5ª tappa Tour de Luxembourg (Diekirch > Diekirch)
- 1990 (Selle Italia, tre vittorie)

1ª tappa Tour of Americas (Fort Lauderdale)
4ª tappa Tour of Americas (Carolina)
2ª tappa Tour of Britain (Cardiff > Birmingham)
- 1991 (Selle Italia, una vittoria)

Giro del Lazio
- 1994 (Mapei, due vittorie)

Gran Premio Città di Rio Saliceto e Correggio
Grand Prix de Fourmies
- 1996 (Mapei, cinque vittorie)

Trofeo Melinda
Parigi-Bruxelles
Giro di Lombardia
Giro del Lazio
Coppa Placci
- 1997 (Mapei, cinque vittorie)

3ª tappa Tour de Langkawi (Johor > Malacca City)
9ª tappa Tour de Langkawi (Kuala Terengganu > Kota Bharu)
Grand Prix de Fourmies
Rochester International Classic
Coppa Sabatini
- 1998 (Mapei, cinque vittorie)

Campionati italiani, Prova in linea
1ª tappa Tour de Langkawi (Langkawi, cronometro)
Gran Premio Città di Camaiore
Coppa Agostoni
Giro del Lazio
- 1999 (Mapei, due vittorie)

Parigi-Roubaix
Giro del Piemonte
- 2000 (Mapei, una vittoria)

Parigi-Tours
- 2001 (Mapei, una vittoria)

1ª tappa Vuelta a Burgos (Burgos > Aranda de Duero)
- 2002 (Mapei, una vittoria)

Giro delle Fiandre

### Altri successi
- 1992 (Carrera Jeans)

Classifica sprint Tour de Suisse
1ª tappa, 2ª semitappa Cronostaffetta (Cepagatti, cronosquadre)
Classifica generale Cronostaffetta
- 1997 (Mapei)

Classifica traguardi volanti Volta a Galega
- 1998 (Mapei)

Criterium Bavikhove
- 1999 (Mapei)

Circuito di Fucecchio
- 2003 (Team CSC)

Classifica punti Tour Down Under
- 2005 (Saunier Duval)

Premio della combattività Tour de Georgia

## Piazzamenti

### Grandi Giri
- Giro d'Italia

1990:"ritirato" (11°tappa)
1991:"non partito" (19°tappa)
1993:"ritirato" (17°tappa)
1995: 35º
1999: 80º
- Tour de France

1993: 128º
1995: 39º
1996: 45º
1997: 57º
1998: 42º
2002: 106º
- Vuelta a España

1992: 98º
1999: 29º
2000: 74º

### Classiche monumento
- Milano-Sanremo

1990: 81º
1991: 134º
1992: 105º
1993: 95º
1994: 88º
1995: 41º
1996: 36º
1997: 76º
1998: 145º
1999: 57º
2000: 73º
2001: 88º
2003: 120º
2004: 159º
2005: ritirato
- Giro delle Fiandre

1993: 84º
1995: 35º
1996: 15º
1997: 26º
1998: 44º
1999: 41º
2000: 22º
2001: 62º
2002: vincitore
2003: 47º
2004: 69º
- Parigi-Roubaix

1991: 77º
1992: 79º
1995: 14º
1996: 3º
1997: 19º
1998: 2º
1999: vincitore
2000: 10º
2001: 27º
2002: 17º
2003: 5º
2004: 43º
2005: 42º
- Liegi-Bastogne-Liegi

1997: 66º
2000: 65º
- Giro di Lombardia

1991: 70º
1996: vincitore
1997: 7º
1998: 10º
1999: 30º
2000: 25º
2001: 31º
2004: ritirato

### Competizioni mondiali
- Campionati del mondo

Lugano 1996 - In linea Elite: 6º
San Sebastián 1997 - In linea Elite: 20º
Valkenburg 1998 - In linea Elite: 8º
Verona 1999 - In linea Elite: 11º
- Coppa del mondo

1996: 4º
1997: 3º
1998: 3º

## Riconoscimenti
- Atena d'Argento nel 1996
- Giglio d'Oro Tricolore nel 1998[5]
- Premio Sport del Comune di Camaiore nel 2002
- Premio Bici al Chiodo dell'Associazione Nazionale Ex Corridori Ciclisti nel 2006
- Premio Sportivo più del Comune di Barile di Pistoia